# 堀之内信号場
堀之内信号場（ほりのうちしんごうじょう）は、千葉県成田市堀之内にある、東日本旅客鉄道（JR東日本）成田線（空港支線）の信号場である。

## 概要

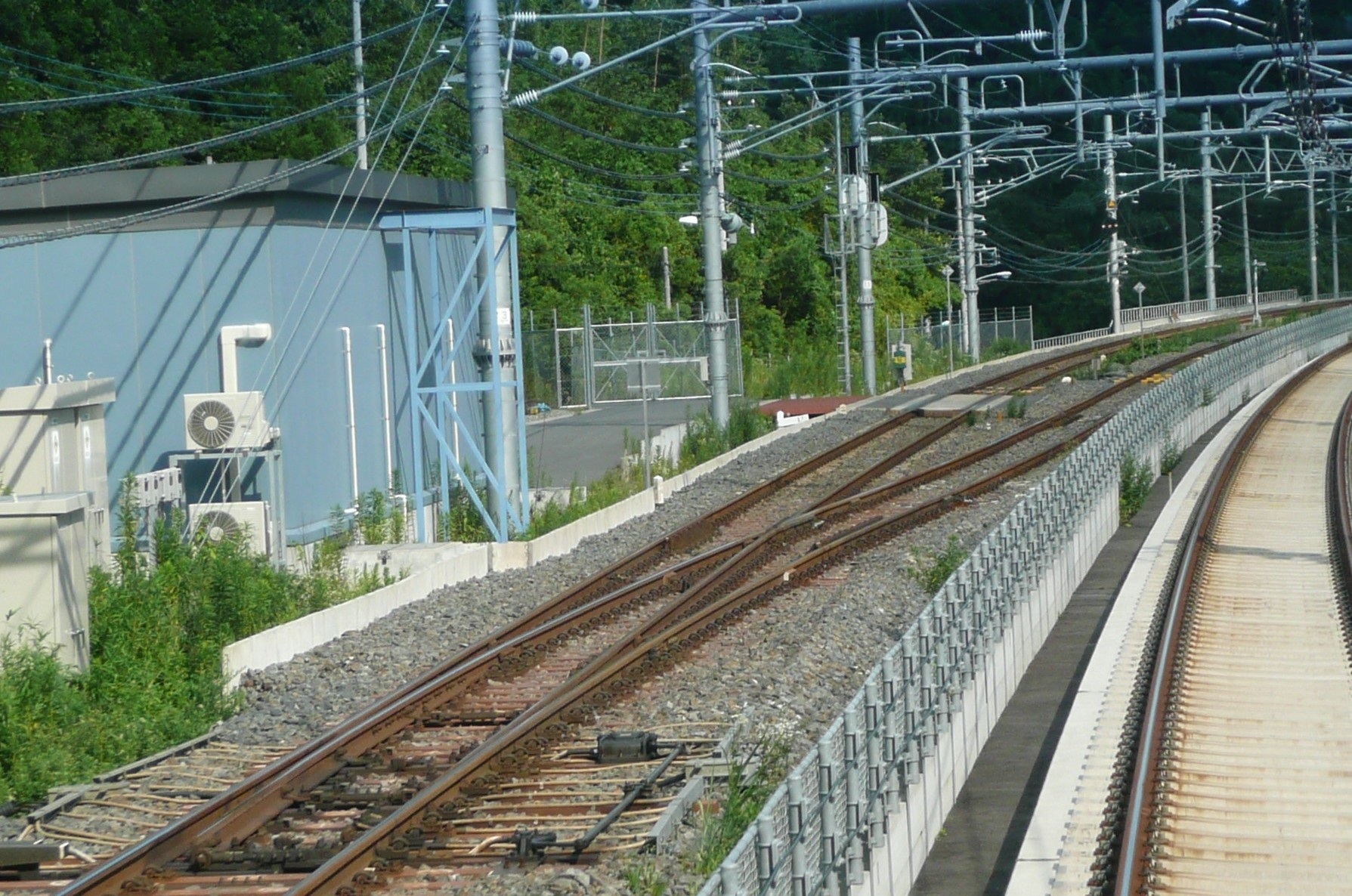
分岐器のある左側の線路が堀之内信号場。右側1線は京成成田空港線（2010年7月）

この信号場は、京成電鉄成田空港線（成田スカイアクセス線）建設に伴い、成田方にあった根古屋信号場の代替として設置された信号場である。京成電鉄本線と合流する手前にある堀之内トンネル付近に設置されている。京成電鉄成田空港線（成田スカイアクセス線）との併走区間にあり、軌間の異なる（JR東日本〈狭軌〉、京成電鉄〈標準軌〉）単線が並行する単線並列区間にある。
また、成田空港線（成田スカイアクセス線）に所属する根古屋信号場も同様に単線区間を拡張して設置されている。
首都圏（東京駅・池袋駅・横浜駅など）方面の特急成田エクスプレスの大半は、この信号場で成田空港行きの列車との行き違いを行うため停車する。その際、列車を待避するという旨の放送が流れる。

## 歴史
- 2009年（平成21年）3月14日：開設[1]。

## 構造
成田駅より空港第2ビル駅方向にある2線を持つ単線区間行き違い型の信号場で、一線スルー構造である。

## 周辺
- ANAクラウンプラザホテル成田
- 国道295号（空港通り）
- 新空港自動車道

他にもゴルフ場・神社・仏閣が点在している。

## 隣の駅
東日本旅客鉄道（JR東日本）
■成田線（空港支線）
成田駅（JO 35）- 根古屋信号場（廃止） - 堀之内信号場 - 空港第2ビル駅 （JO 36）